# Neosybra ochreovittata
Neosybra ochreovittata är en skalbaggsart som beskrevs av Stefan von Breuning 1939. Neosybra ochreovittata ingår i släktet Neosybra och familjen långhorningar. Inga underarter finns listade i Catalogue of Life.